# Gustave Goldenberg
Pour les articles homonymes, voir Goldenberg.
Gustave Goldenberg est un homme politique français né le 10 mai 1805 à Remscheid (Duché de Berg) et décédé le 25 août 1871 à Paris.

## Biographie
Agronome, il est député du Bas-Rhin de 1849 à 1850, siégeant à droite. Il démissionne en 1850. Fils de Jean-Guillaume Goldenberg, il reprend les forges familiales en association avec son frère. Il est maire de Monswiller, où il possède une usine, de 1843 à 1852.

## Sources
- « Gustave Goldenberg », dans Adolphe Robert et Gaston Cougny, Dictionnaire des parlementaires français, Edgar Bourloton, 1889-1891 [détail de l’édition]